# 塵埃帶

闊邊帽星系具有顯著的塵埃帶。

塵埃帶是星際塵埃相對密集，遮蔽背景明亮的天體，特別是星系，所形成的帶狀。 